# Der Anruf
Der Anruf (englischer Originaltitel: The Phone Call) ist ein britischer Kurzfilm von 2013. Regie führte Mat Kirkby. Der Film gewann 2015 den Oscar als bester Kurzfilm bei der 87. Verleihung des Academy Awards.

## Inhalt
Die schüchterne Heather ist Beraterin bei einer Londoner Telefonseelsorge. Sie erhält einen traurigen Anruf von dem geheimnisvollen Stanley, einem aufgewühlten älteren Mann, der zögert, die eigentlichen Hintergründe seines Problems zu offenbaren, dessen Ursache offenbar zwei Jahre zurückliegt. Bald erfährt sie, dass er eine größere Menge an Anti-Depressiva eingenommen hat, um Suizid zu begehen. Bei dem zurückliegenden Ereignis handelt es sich anscheinend um den Tod seiner Ehefrau, den er nicht verkraftet hat. Während sie versucht, ihn davon zu überzeugen, einen Krankenwagen für ihn zu rufen, scheint alles, was er nur noch möchte, zu sein, dass sie ihm in seinen letzten Minuten beisteht.